# Grolig Ernő
Grolig Ernő, Grolig Ernő Flórián (Budapest, 1876. december 22. – Budapest, Terézváros 1941. október 1.) magyar kerékpárversenyző, nemzeti labdarúgó-játékvezető, sportvezető. Polgári foglalkozása műszaki tisztviselő.

## Családja
Grolig Alajos és Frejer/Dreher Katalin fiaként született. 1926. április 16-án Budapesten, a Józsefvárosban feleségül vette a nála tíz évvel fiatalabb Varga Paula Katalin Julianna tanítónőt.

## Pályafutása
1899–00-ban az MTK kerékpárversenyzője volt. 1900-tól az BAK-ot megalapító csoporthoz csatlakozott. A BAK-ban különböző sportvezetői tisztségeket töltött be. Volt futball intéző, ellenőr, pályaigazgató.
Az  MLSZ tanácsának döntése alapján hivatalos mérkőzéseket csak az vezethet, aki az illetékes bírótestület előtt elméleti és gyakorlati vizsgát tett. Játékvezetésből 1903-ban Budapesten a Bíróvizsgáló Bizottság (BB) előtt vizsgázott. Az MLSZ BB minősítésével NB II-es, majd 1911-től NB I-es bíró. Küldési gyakorlat szerint rendszeres partbírói szolgálatot is végzett. 1904–1908 között a futballbíráskodás második generációjának legjobb játékvezetői között tartják nyilván. NB I-es mérkőzéseinek száma: 1
| Időpont         | Helyszín                    | Mérkőzés típusa               | Mérkőzés              | Eredmény | Nézők száma |
| --------------- | --------------------------- | ----------------------------- | --------------------- | -------- | ----------- |
| 1911. május 11. | Hölgy utcai pálya, Budapest | első/utolsó NB I-es mérkőzése | Bp. Törekvés SE–33 FC | 5 – 2    | Zárt kapus  |

Halálát idült tüdőtágulás, szívtúltengés és -elfajulás okozta.

## Külső hivatkozások
- Grolig Ernő. mtkcsalad.hu. (Hozzáférés: 2016. május 13.)
- Grolig Ernő. focibiro.hu. (Hozzáférés: 2021. november 28.)
- Groling Ernő. nela.hu (Hozzáférés: 2021. november 28.)